# Вакиїв
Вакиїв (або Вакіїв, Вокиїв, Вакіюв, пол. Wakijów) — село в Польщі, у гміні Тишівці Томашівського повіту Люблінського воєводства. Населення — 200 осіб (2011).

## Назва
Назва утворення шляхом лексикалізації словосполучення «во Київ». За місцевою легендою поблизу колись існувало місто Червенськ, у якому була вулиця Київська.

## Історія

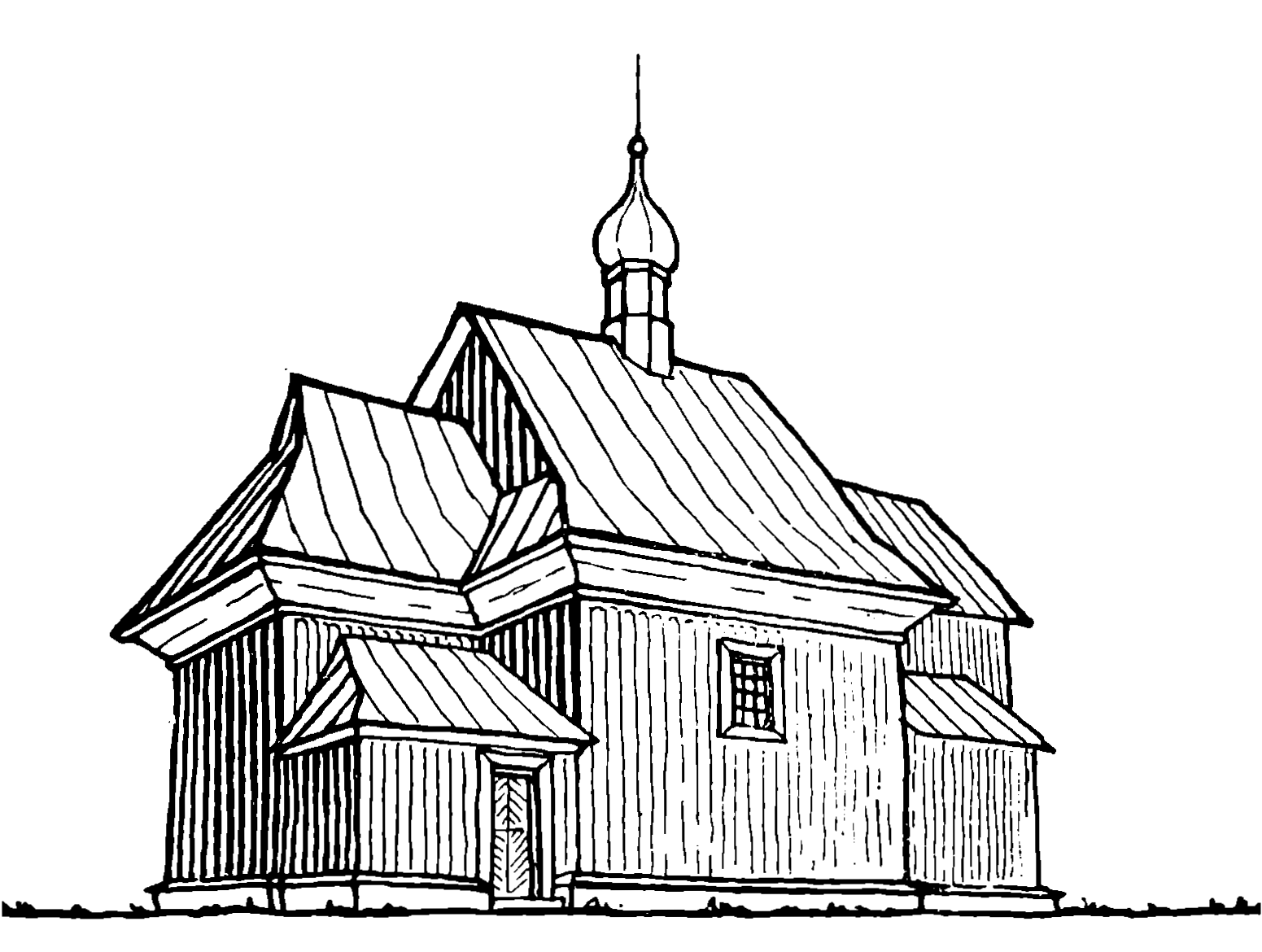
Українська православна церква у Вокиєві, рисунок 1941 року Леоніда Маслова

Поблизу Вокиєва лежить село Черемно, положення якого ототожнюють з літописним Червенем. У самому ж Вокиєві є урочище Черменець або Червенець.
1749 року вперше згадується церква в селі. 1770 року у Вокиєві зведено нову православну церкву.
За даними етнографічної експедиції 1869—1870 років під керівництвом Павла Чубинського, у селі здебільшого проживали греко-католики, усе населення розмовляло українською мовою.
1872 року до місцевої греко-католицької парафії належало 934 віряни.
У 1921 році село входило до складу гміни Тишівці Венгрівського повіту Люблінського воєводства Польської Республіки.
За даними перепису населення Польщі 1921 року в селі налічувалося 71 будинок (з яких 15 незаселених) та 277 мешканців, з них:
- 138 чоловіків та 139 жінок;
- 111 православних, 150 римо-католиків, 14 юдеїв, 2 християни інших конфесій;
- 74 українці, 203 поляки.

27 червня 1938 року польська влада знищила в селі українську православну церкву.
За німецької окупації 1939—1944 років у селі діяла українська школа.
У 1975—1998 роках село належало до Замойського воєводства.

## Населення
Демографічна структура станом на 31 березня 2011 року:
|          | Загалом | Допрацездатний вік | Працездатний вік | Постпрацездатний вік |
| -------- | ------- | ------------------ | ---------------- | -------------------- |
| Чоловіки | 98      | 23                 | 64               | 11                   |
| Жінки    | 102     | 18                 | 46               | 38                   |
| Разом    | 200     | 41                 | 110              | 49                   |